# 仁科扶紀
仁科 扶紀（にしな ふき、1966年1月10日 - ）は、日本の女優である。本名同じ。京都府京都市出身。特技は乗馬、ベリーダンス、手話。趣味はランニング、アーティスティックスイミング、ポールダンス、フラダンス、カラオケ。旧芸名は仁科ふき、仁科抉記（子役時代）。川谷拓三（本名は仁科拓三）の長女。
東海大学卒業。1994年に結婚した。

## 出演

### 映画
- 戦後猟奇犯罪史（1976年）
- ボクの女に手を出すな  （1986年）
- はるか、ノスタルジィ  （1992年）

### テレビドラマ
- 水戸黄門 第7部 第13話「泣くなわらしっこ -秋田-」（1976年、TBS / C.A.L） - 源兵衛の娘
- 恋はミステリー劇場「向田邦子新春スペシャル 夜中の薔薇」（1985年、TBS）
- もめん家族（1986年、THK）
- 朝の連続テレビ小説 （NHK）
  - はね駒（1986年）
  - チョッちゃん（1987年）- 石井スエノ
- 明日-1945年8月8日・長崎（1988年8月9日、NTV） - 江上春子
- 月曜ドラマスペシャル （TBS）
  - 「ジューンブライドは幸せになれる?」（1990年）
  - 「湯けむり仲居純情日記5」（1995年、TBS）
- 土曜ワイド劇場 / 離婚カップル探偵する（1990年、ANB）
- 想い出にかわるまで（1990年、TBS）
- クリスマス・イブ（1990年、TBS）
- ふぞろいの林檎たちIII（1991年、TBS）
- 世にも奇妙な物語「離れません」（1991年、CX）
- クリスマス・イヴからはじめよう（1991年、TBS）
- 火曜サスペンス劇場 （NTV）
  - 「湖畔の館殺人事件」（1993年）
  - 「鏡の微笑」（2000年）
- セールスレディは何を見た （1993年、ANB） - 友子 役
- 妻たちの劇場 / パパと呼べないの!（1993年、CX）
- 花王 愛の劇場 / お見合いの達人（1994年、TBS） - 井上えりか 役
- 福井さんちの遺産相続（1994年、KTV）
- カンパニー〜逆転のスワン〜（1996年、NHK）
- 毛利元就（1997年、NHK） - 美々 役
- 月曜ミステリー劇場「おばさん会長・紫の犯罪清掃日記 ゴミは殺しを知っている3」（TBS）

### その他の番組
- 夜も一生けんめい（NTV）
- いつみても平平凡凡（NTV）
- 一枚の写真（CX）

## 著書
- ネコと話ができる本（ロングセラーズ）